# Садовий будинок

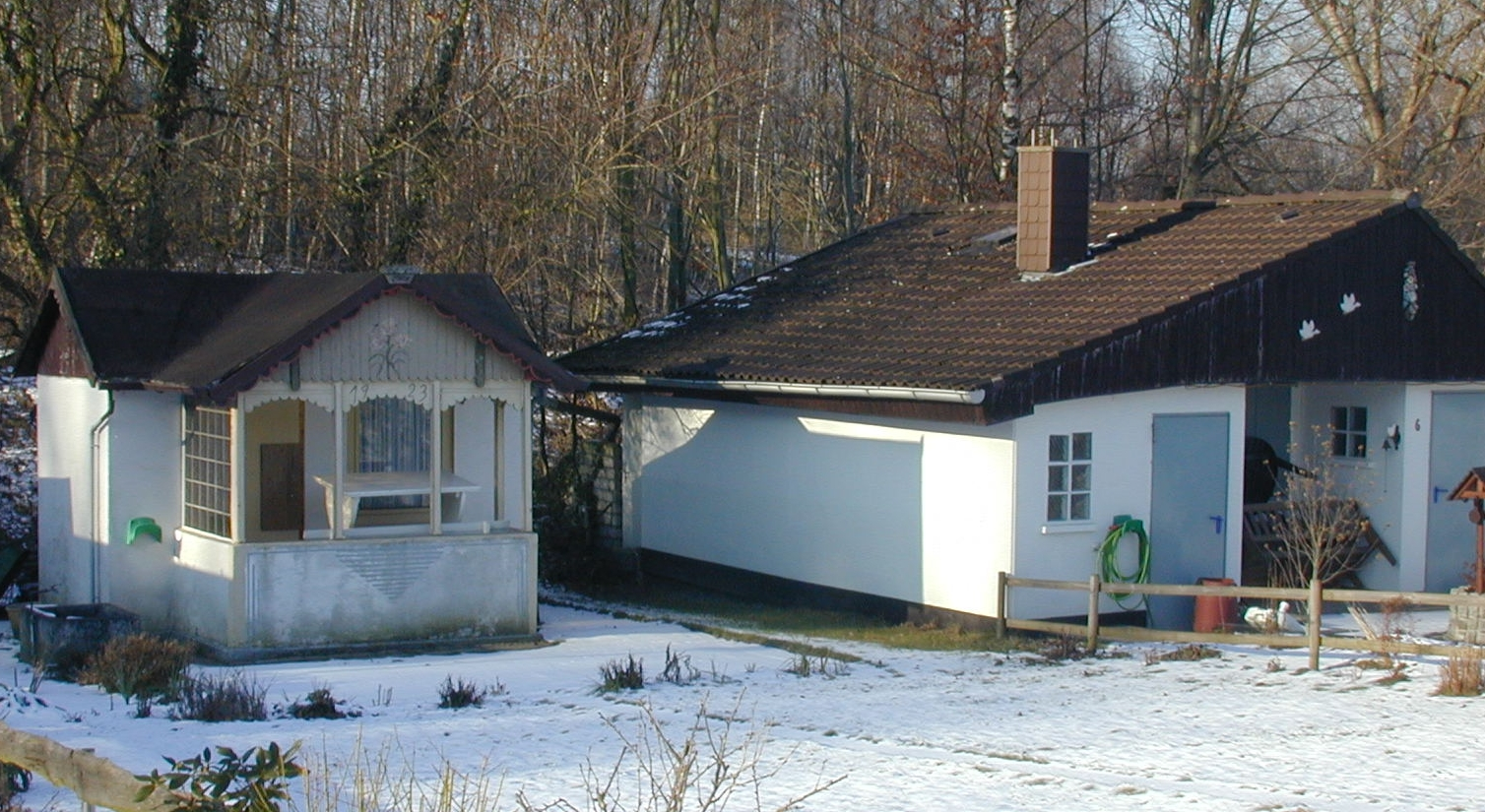
Садові будиночки (Німеччина)

Садовий будинок — невеликий будинок в саду або на городі.

## Основні відомості
Невеликі садові будинки служать лише для зберігання сільськогосподарського інвентарю. У великих за розмірами будовах люди, які працюють на городі, можуть сховатися від дощу, поїсти або навіть переночувати в разі потреби. Якщо будівля розташована на заміській ділянці і в ній можна принаймні протягом кількох днів відносно комфортно жити, то йдеться вже не про садовий будинок, а про дачу.
Найчастіше садові будинки роблять з дерева по типу щитових. В дев'яностих роках в Україні та інших країнах колишнього Радянського Союзу у ролі садових будинків нерідко використовувалися старі контейнери, остови автобусів і тролейбусів, що відслужили своє, а також обрізки залізничних вагонів і навіть бочки.